# Protestes prorusses a Ucraïna de 2014
Les protestes prorusses a Ucraïna són una sèrie de manifestacions, disturbis i episodis de desordre civil esdevinguts a les regions de l'est i sud d'aquest país a partir del 22 de febrer de 2014, com a reacció a l'Euromaidan i en paral·lel a la crisi de Crimea al mateix país. Amb posterioritat les protestes es van intensificar, se les va qualificar de conflicte social o «insurrecció separatista». Van donar pas al conflicte armat a l'est d'Ucraïna de 2014 a partir, aproximadament, del 12 d'abril.
Alguns mitjans russos es van referir aleshores a l'esdeveniment com una «Primavera Russa» (en rus: Русская весна). D'altra banda, es van detectar ciutadans russos participant en tals protestes, mentre que l'Organització per a la Seguretat i la Cooperació a Europa (OSCE) va denunciar que Ucraïna havia prohibit l'entrada al país a periodistes russos.
Les protestes van ocórrer en almenys a onze ciutats, com Donetsk, Khàrkov, Odessa, Luhansk, Mikolaiv, Dniprò, Mariúpol, Melitòpol, i Kherson.
Durant les protestes, molts activistes van utilitzar banderes de Rússia i banderes amb bandes taronja i negre, és a dir, colors de l'Orde de Sant Jordi, que en forma de llaços solidaris es fan servir per commemorar el Dia de la Victòria en la Gran Guerra Pàtria i altres accions patriòtiques russes.
El 7 d'abril, activistes prorussos van autoproclamar la República Popular de Donetsk i la República Popular de Khàrkov. El 8 d'abril, activistes planejaven la proclamació de la República Parlamentària de Luhansk.
El 13 d'abril, les autoritats de Kíiv van engegar una operació especial contra l'est del país en la qual les Forces Armades van participar, el que va ser l'inici del conflicte armat a l'est d'Ucraïna de 2014. Segons el deposat president d'Ucraïna Víktor Ianukòvitx, això deixava Ucraïna a la «vora d'una guerra civil». El Ministeri d'Exteriors de Rússia també va qualificar l'acció de «criminal» i va condemnar les accions del govern ucraïnès.

## Antecedents
En l'Alta Edat Mitjana, les tribus d'eslaus de l'est ocupaven el territori comprès entre el Llac Làdoga, passant pel riu Dnièper, fins al mar Negre, la porció sud van ser vassalls dels khàzars, i la nord objecte de colonització vikinga. Durant la segona meitat del segle ix i el transcurs del segle x, els vikings suecs o varegs unifiquen una federació entorn del principat de Kíiv després d'una sèrie d'aliances per enfrontar els atacs de khàzars i altres clans turcs provinents del Caucas Nord i Àsia central. Quan la dinastia Rúrika es va debilitar, el territori és envaït per hordes turcomongoles al segle xiii i queda sotmesa, poques dècades després del cisma entre catòlics i ortodoxos.
Al segle XIV els pobladors dels països que corresponen a l'actual Polònia i Lituània s'annexionen a la zona corresponent a les actuals Belarús i Ucraïna (oest i centre); el domini d'aquests durant almenys tres segles va contribuir a la divisió de la llengua parlada pels antics russos, encara que aquests últims van preservar la fe ortodoxa, encara que va haver-hi intents de convertir-los al catolicisme. Mentrestant, aquelles zones corresponents a l'actual sud i est d'Ucraïna van ser turquificades.

### Nova Rússia

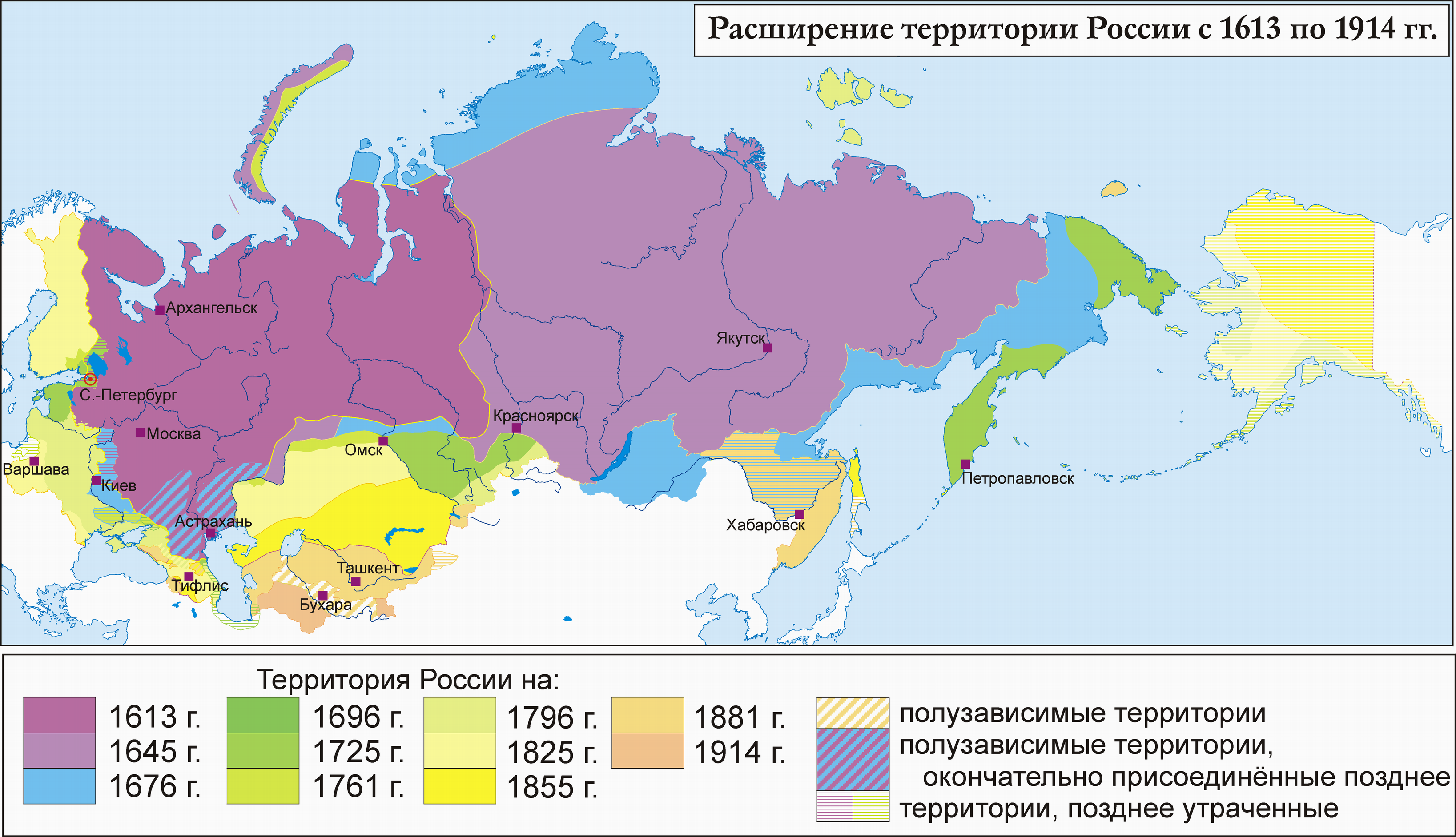
Expansió de l'Estat rus. (en rus)

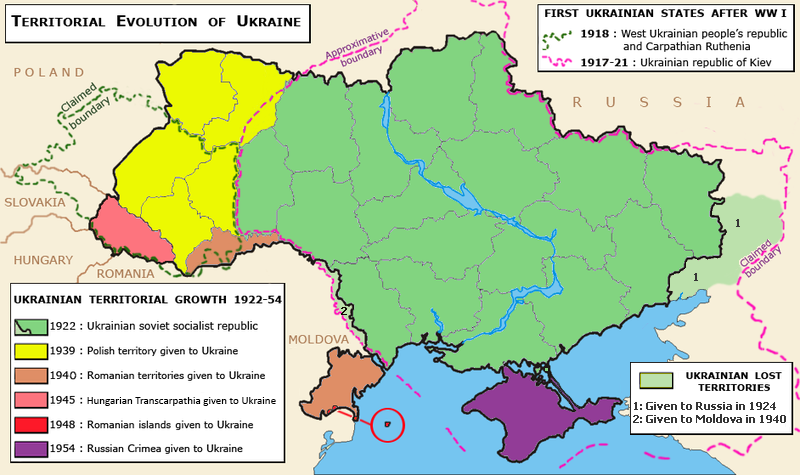
Adquisicions i pèrdues territorials en la República Socialista Soviètica d'Ucraïna de 1922 a 1954. (en anglès)

Històricament el sud del territori ucraïnès va formar part de Nova Rússia (en rus: Новоро́ссия, Novoróssiya), també coneguda com a Novorrusia, una subdivisió de l'Imperi rus. La part occidental de Nova Rússia (entre els rius Dnièster i Dnièper) era coneguda com a Yedisàn pels otomans, la qual havia estat anteriorment habitada, juntament amb la part central, per l'Horda Nogai.
El segle xv va ser marcat per dos esdeveniments: la consolidació de la independència del nord rus del jou mongol amb Moscou com a capital, i afiançament del domini turc sobre les estepes del sud.
Als segles posteriors Rússia s'enfrontaria a Polònia pel control sobre la Rússia Blanca i Rússia Menor. El 1685 va obtenir que el cap dels cosacs ucraïnesos signés l'acord de reunificació amb el tsar de Rússia, i amb Turquia a causa de les incessants incursions dels turcs tàrtars i otomans, per capturar desenes de milers de russos i esclavitzar-los. Per al tsar de Moscou va esdevenir una prioritat protegir la seva frontera al sud. L'Imperi rus va guanyar control sobre aquesta zona gradualment en tractats de pau amb l'Imperi Otomà després de les guerres rus-turques de 1735–1739, 1768–1774, 1787–1792 i 1806–1812. La colonització de la terra, a la fi del segle xviii, va ser dirigida pel príncep Potiomkin a qui l'emperadriu Catarina la Gran va atorgar poders de governació absoluts sobre el territori. Les terres es van concedir generosament a la noblesa russa (dvoryanstvo) i van ser repoblades amb camperols gran-russos (russos) i petit-russos (malorrussos o ucraïnesos), en règim de servitud, per conrear el que fins llavors era una estepa escassament poblada. També van arribar colons estrangers convidats per Catarina la Gran d'Alemanya, Polònia, Itàlia, Grècia, Sèrbia i altres països.
El 1922, després del triomf dels bolxevics a la Guerra Civil Russa, el nou comandament comunista transfereix els territoris de Nova Rússia de Rússia a la nova república d'Ucraïna (antiga Malorrússia).

### Russos a Ucraïna

Mapa que indica les subdivisions d'Ucraïna i el percentatge de persones que es va indicar el rus com la seva llengua materna en l'últim cens local.

L'idioma rus és la llengua bàsica de comunicació a les regions del sud i orientals d'Ucraïna, la segona llengua per la difusió a les regions centrals i occidentals i la segona llengua més difosa entre la població no russoparlant d'Ucraïna. Conforme al cens del 2001 uns 14,273 milions de ciutadans ucraïnesos tenen el rus com a llengua materna, el que representa el 29,6% de la població. D'ells, ètnicament russos són solament el 56%, mentre que la resta representen altres nacionalitats. La llengua russa és la que té major difusió a les regions de l'Est i Sud, on és més habitual que el mateix ucraïnès pel 92% dels ciutadans. De les dades de l'Institut Internacional Sociològic de Kíiv, la població russoparlant està en absoluta majoria a les regions del sud i orient d'Ucraïna:
- Crimea — 97% de tota la població
- Óblast de Dnipropetrovsk — 72%
- Óblast de Donetsk — 93%
- Óblast de Zaporíjia — 81%
- Óblast de Luhansk — 89%
- Óblast de Mikolaiv — 66%
- Óblast d'Odessa — 85%
- Óblast de Khàrkiv — 74%

Encara que l'idioma rus no és l'idioma oficial, el 48-52% dels ciutadans d'Ucraïna creuen que hagués de ser-ho. El 2006, a Khàrkiv, el consell municipal va ser el primer a declarar el rus com a llengua oficial a nivell local. Després, gairebé tots els consells regionals del Sud i Orient van fer el mateix, així com els consells municipals de les grans ciutats de la regió. Segons el sondeig del Research and Branding Group de juny del 2006, la majoria dels ucraïnesos han aplaudit la decisió dels consells locals d'oficialitzar el rus. El 52% de població (inclòs el 69% de població de l'Orient i el 56% del Sud) està a favor i el 34% en contra, mentre el 9% «la recolza o la rebutja parcialment» i el 5% no opina.

### Euromaidan
La nit del 21 de novembre de 2013, a Kíiv, van tenir lloc les primeres manifestacions d'índole europeista a causa de la suspensió de la signatura de l'Acord d'Associació i l'Acord de Lliure Comerç entre Ucraïna i la Unió Europea.
Després de diversos mesos de protestes i disturbis i després de l'anomenat Dijous Negre (20 de febrer de 2014) en el qual van morir més de 60 manifestants, el 22 de febrer, al matí, els manifestants opositors van prendre les regnes del país i van ocupar les principals institucions amb seu a Kíiv. La Rada Suprema va prendre el control del país i Oleksandr Turchínov va assumir la coordinació del Govern i la presidència del Parlament, i així va fer caure el govern de Víktor Yanukóvich.

### Intent d'abolició de la Llei de Llengües Cooficials
Després del desplaçament de Ianukòvitx del poder per segona vegada en nou anys (en la primera ocasió com a primer ministre), el Congrés de diputats i governadors regionals de l'Est i Sud d'Ucraïna va fer una crida a la resistència i va acusar l'oposició d'incomplir l'acord de pau que havia estat signat el 21 de febrer amb el president destituït. Mentrestant, la Rada Suprema va votar l'abolició de la llei sobre les llengües de les minories, que establia que als raions on almenys el 10% dels habitants parlaven una llengua, aquesta, podia obtenir el rang de llengua cooficial. No obstant això, el president en funcions de la Rada Suprema Oleksandr Turtxínov no va ratificar aquesta abolició. L'abrogació de la Llei aprovada el 2012 hauria perjudicat els parlants de rus (cooficial a tot l'est i sud d'Ucraïna,[nb 4] a més d'alguns raions a Kirovohrad, Txerníhiv, Sumi i Jitòmir), hongarès (cooficial a alguns raions de Transcarpàcia) i romanès (cooficial a alguns raions de Transcarpàcia, Txernivtsií i óblast d'Odessa).

### Opinió pública

Percentatge de ciutadans ucraïnesos que creuen que Ucraïna (o la seva regió) ha d'unir-se amb Rússia en un país, segons dades de l'Institut Internacional de Sociologia de Kíiv (KIIS), per a febrer de 2014 (fet abans de la caiguda del govern de Ianukòvitx). Els districtes amb més suport eren Crimea (41%), Donetsk (33%), Luhansk i óblast d'Odessa (24%).

Una enquesta per l'Institut Internacional de Sociologia de Kíiv a la primera meitat de febrer de 2014 (abans de la caiguda del govern de Ianukòvictx) va avaluar a Ucraïna el suport a una unió amb Rússia. Es va trobar que, en general, una mitjana de 12% dels enquestats afavoria la unió amb Rússia, una propoció que era més grossa als óblasts del sud-est ucraïnès:
- 41.0% a Crimea
- 33.2% a Donetsk
- 24.1% a Luhansk
- 24.0% a Odessa
- 16.7% a Zaporíjia
- 15.1% a Khàrkiv
- 13.8% a Dniprò

Una altra enquesta d'opinió duta a terme entre el 14 i 26 de març per l'Institut Republicà Internacional, va concloure que el 26-27% dels enquestats del sud-est ucraïnès van veure les protestes de l'Euromaidan com un «cop d'estat». Només el 5% dels enquestats a l'est d'Ucraïna va considerar que la parla russa estava «definitivament» sota pressió o amenaça. El 43% dels russos ètnics van donar suport a la decisió de la Federació Russa d'enviar militars per protegir els ciutadans de parla russa d'Ucraïna. En l'enquesta, el 22% del sud d'Ucraïna, i el 26% de l'est d'Ucraïna van donar suport a la idea de la federalització del país; un 69% del sud i el 53% de l'est van recolzar a Ucraïna com un Estat unitari; mentre que un 2% dels del sud i el 4% de l'est van donar suport al separatisme.
Entre gener i febrer de 2014 uns 675.000 ucraïnesos s'han exiliat a Rússia a causa de la inestabilitat patida per Ucraïna, segons el Servei de la Guàrdia de Frontera de Rússia; la majoria ho ha fet a la fronterera ciutat de Bélgorod. Pel 5 de març, més de 5.500 ucraïnesos haurien sol·licitat la ciutadania russa, segons va afirmar el Servei Federal de Migració de Rússia.

## Context

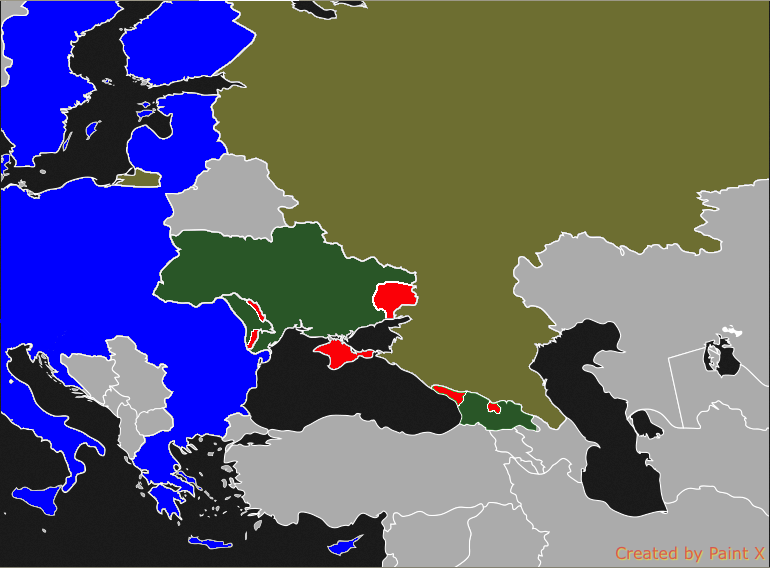
En vermell, principals focus d'activitat prorussa a països de la zona cap a 2014.

Després de l'Euromaidan, comencen unes sèries de protestes en contra del govern interí de Kíiv a la península de Crimea. Després de diversos dies d'enfrontaments armats entre milicians sense identificació i forces ucraïneses, l'11 de març, la República Autònoma de Crimea i Sebastòpol va declarar la seva independència, proclamant l'Estat sobirà de la República de Crimea. El 16 de març, Rússia organitza referèndums sobre l'estatus polític a Crimea i Sebastòpol. Una majoria aclaparant vota per l'adhesió de la península a la Federació de Rússia. Finalment, el 18 de març, els representants de Crimea i Sebastòpol i Vladímir Putin signen l'acord d'adhesió. La península passa a formar part de Rússia, i conformen les entitats federals de la República de Crimea i de Sebastòpol.

## Desenvolupament

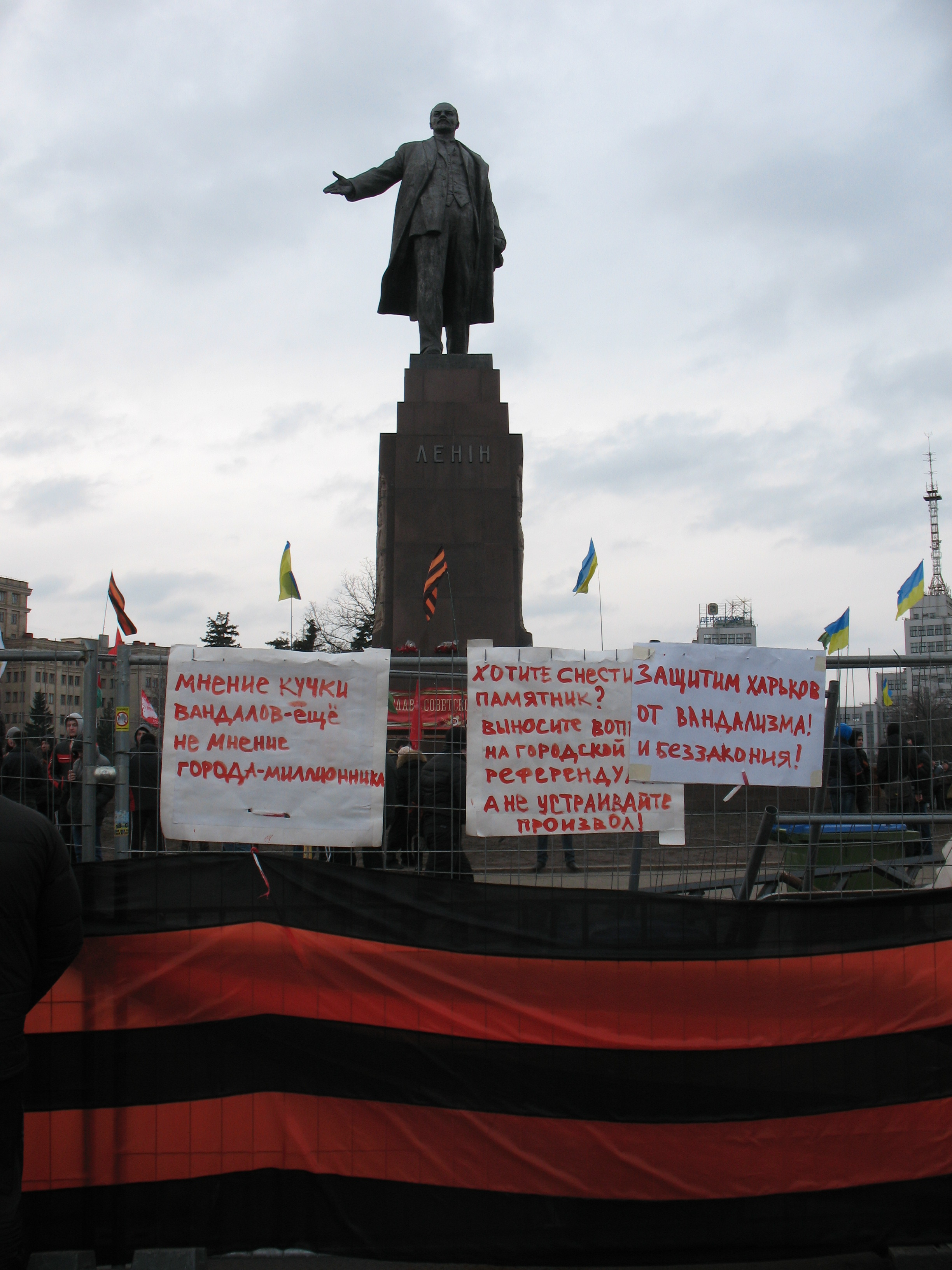
Mitín prorús a Khàrkiv el 23 de febrer. La cinta carbassó i negra es un símbol del moviment separatista

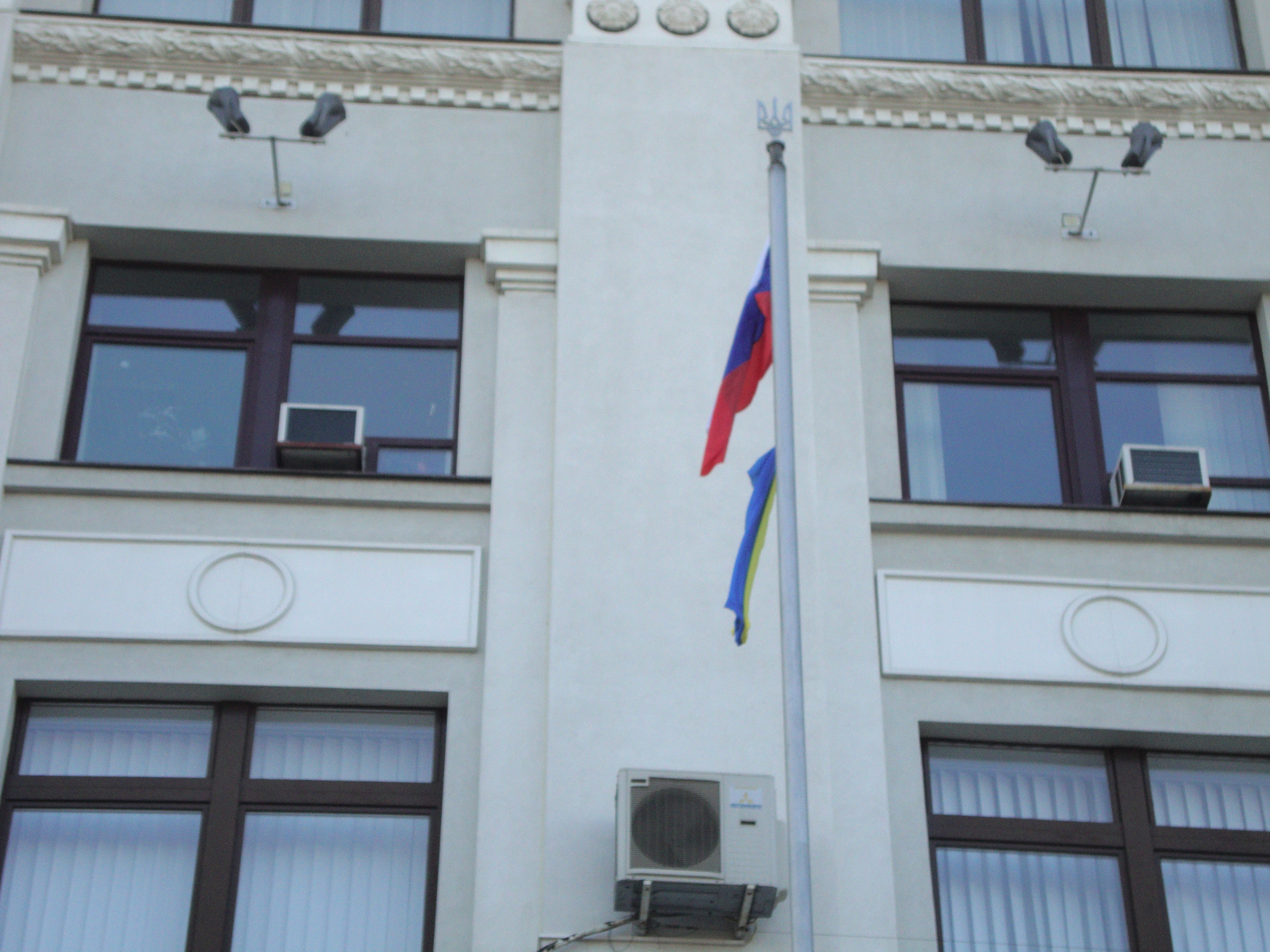
Bandera russa al front del Consell Regional de Luhansk

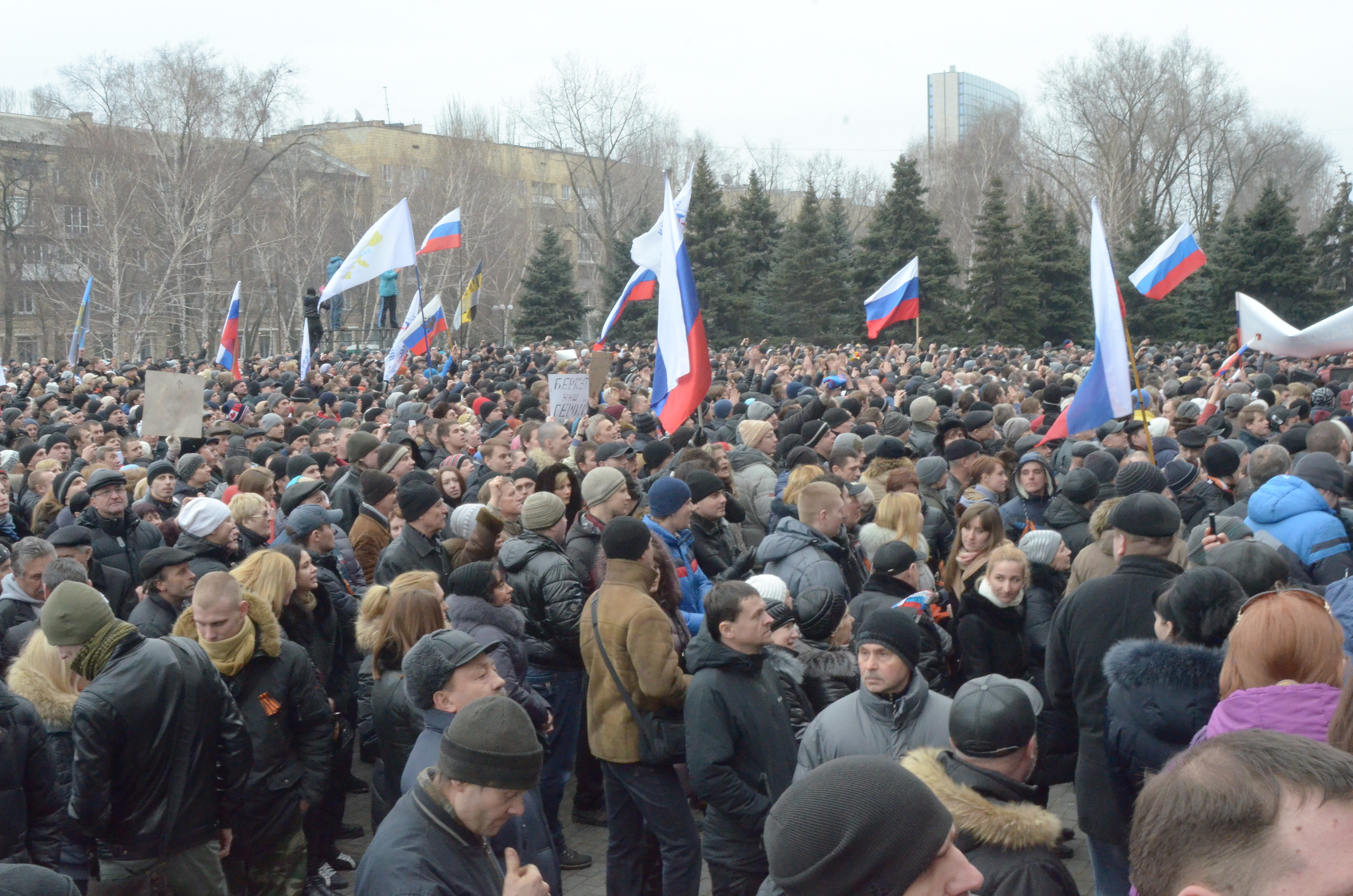
Manifestació prorussa en Donetsk.

Bandera amb les bandes de l'Ordre de Sant Jordi, usades durant les marxes prorusses.

La bandera de la República Socialista Soviètica de Donetsk-Krivoy Rog va ser utilitzada també durant les marxes prorrusas en Donetsk.

### 23-26 de febrer
El 23 de febrer del 2014, enmig de manifestacions europeistes, el parlament ucraïnès celebra un judici polític en el qual destitueix el president Ianukòvitx per «abandonar el seu càrrec». El parlament assumeix el poder executiu i deroga la llei sobre la cooficialitat dels idiomes de les minories en l'àmbit municipal i provincial, la qual cosa causa gran malestar en la població del sud d'Ucraïna, predominantment de parla russa. El Congrés de diputats i governadors regionals de l'Est i Sud d'Ucraïna van fer una crida a la resistència i van acusar l'oposició d'incomplir l'acord de pau que havia estat signat el 21 de febrer amb el destituït president. A més, algunes províncies de l'oest ucraïnès, suprimeixen el Partit de les Regions i el Partit Comunista d'Ucraïna.

### 1-9 de març

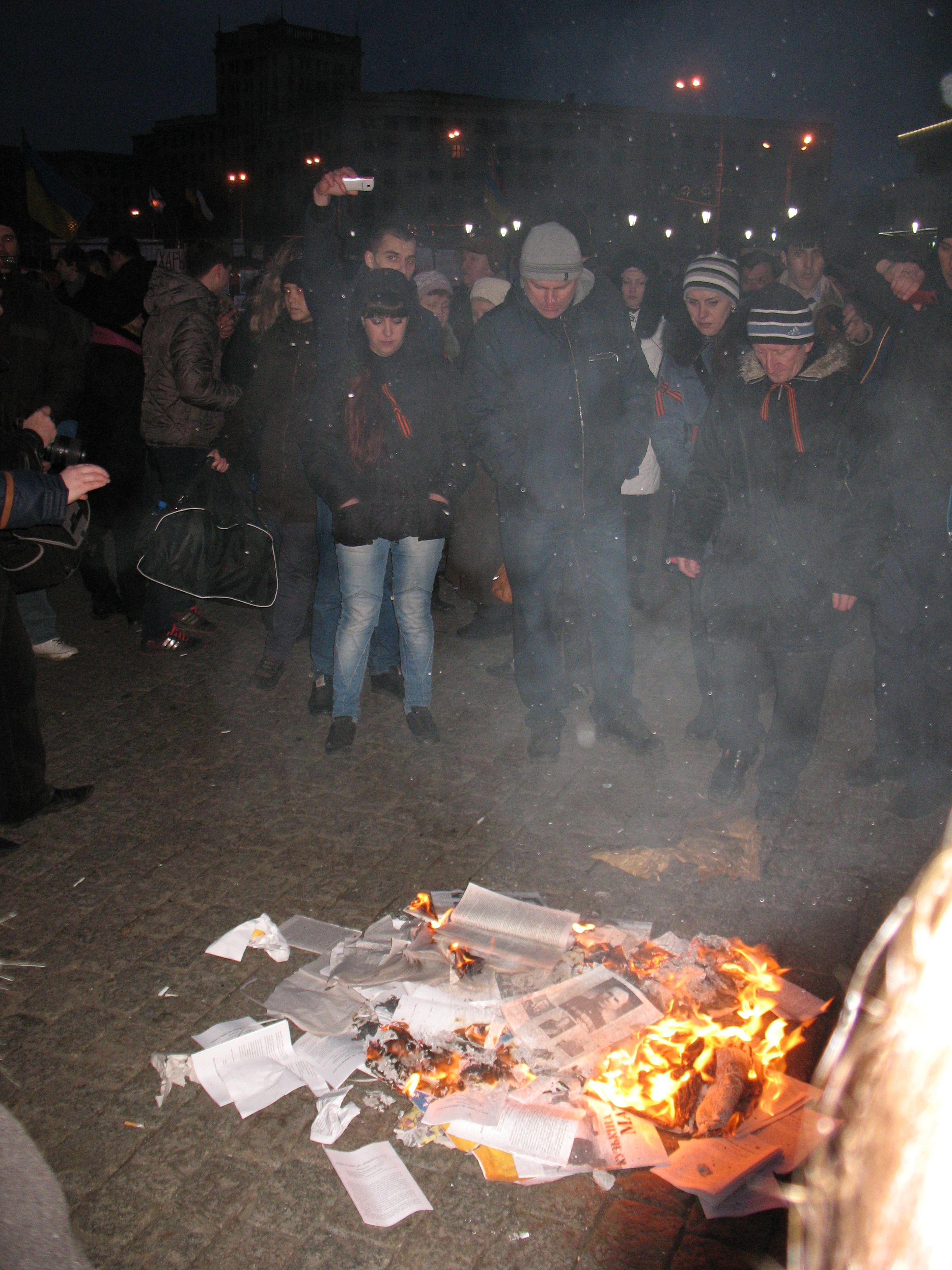
Crema de literatura del partit feixista Sector Dret (Pravy Sektor) a una plaça de Khàrkiv l'1 de març.

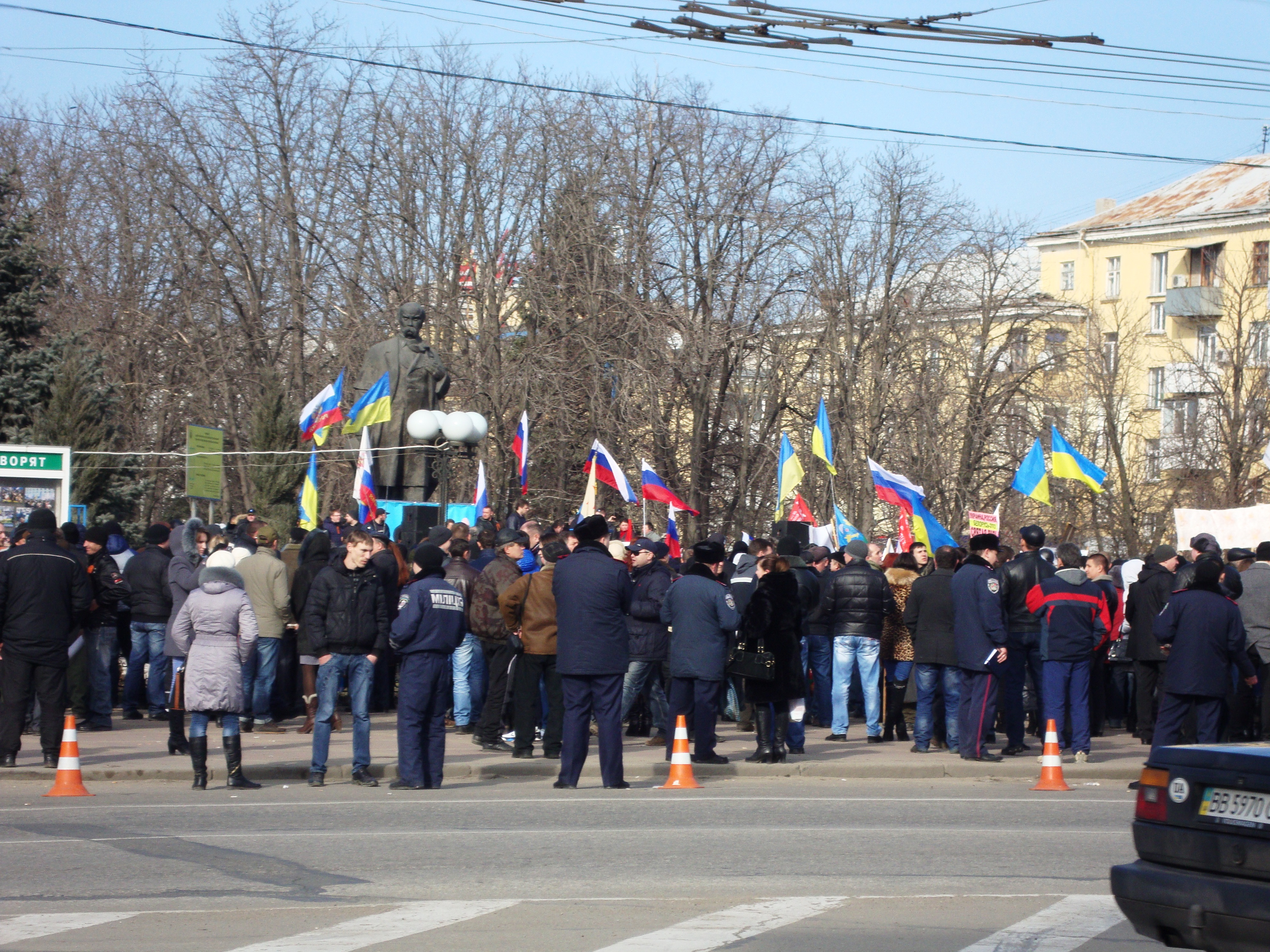
Protestes a Luhansk, prop del monument a Tarás Shevchenko

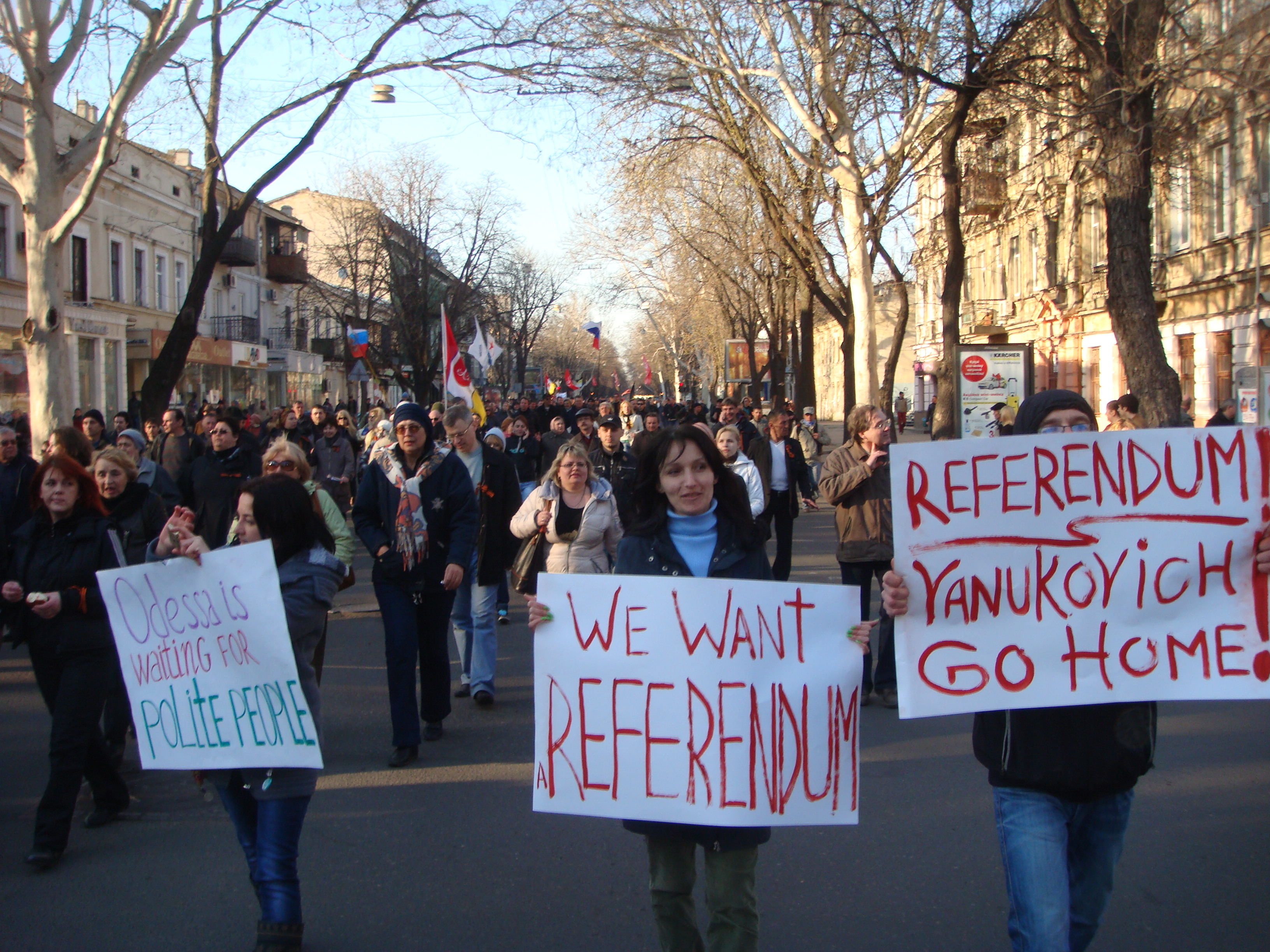
Manifestants a Odessa el 3 de març en contra la repressió política i a favor de la federalització d'Ucraïna.

L'1 de març, les manifestacions contra el nou govern ucraïnès es van estendre a la regió industrial del Donbàs, al sud-est d'Ucraïna, on gairebé el 50% de la població és d'ètnia russa i l'idioma rus és parlat per almenys tres quarts de la població; uns deu mil manifestants es van congregar a Donetsk —el bressol de Ianukòvitx— al crit de «Rússia, Rússia!», van hissar la bandera russa, i van escollir Pável Gúbarev, capdavantera d'una milícia popular, com a nou governador de la província; mentre que uns vint mil manifestants prorussos van exigir a Khàrkiv la «federalització d'Ucraïna» i l'arxivament de les causes penals contra els policies que van complir el seu deure durant les manifestacions europeistes. També hi ha hagut manifestacions prorusses a Odessa, Dniprò, Luhansk, Melitòpol, Ievpatòria, Zaporíjia i Kertx, entre d'altres; a totes aquestes ciutats les banderes ucraïneses van ser arriades dels edificis públics i hi onegen banderes russes.
L'ajuntament de Donetsk va exhortar el seu parlament regional perquè assignés una data per celebrar un referèndum sobre «el futur de la regió del Donbàs», que inclogués la possibilitat de considerar l'idioma rus com a llengua oficial al costat de l'ucraïnès, Rússia com un mediador estratègic de la regió i una major autonomia. Mentre que a l'óblast de Luhansk es va votar a favor de l'estatus de l'idioma rus com a segona llengua oficial, desarmar les unitats d'autodefensa del Maidan i la prohibició d'un nombre d'organitzacions polítiques com Svoboda i UNA-ONURS. Van amenaçar les autoritats ucraïneses centrals que es reservava el dret a «sol·licitar l'ajuda del poble germà de la Federació Russa».
El president deposat d'Ucraïna Viktor Ianukòvitx va escriure una carta a Vladímir Putin on demanava que enviés les forces armades russes per restablir la legitimitat, la pau, la llei i l'ordre, l'estabilitat i per defensar el poble d'Ucraïna. Aquesta carta va ser citada per Vitali Txurkin, l'ambaixador rus davant l'ONU, a la tercera reunió d'emergència del Consell de Seguretat de les Nacions Unides sobre Ucraïna.
Una manifestació a Khàrkiv va reunir desenes de milers de persones que van envair la seu de l'administració regional i van obligar els partidaris del govern central a demanar disculpes. La Càmera Municipal de Mariúpol va ser presa per manifestants. També va haver-hi protestes a Luhansk, que van reunir prop de deu mil persones demanant un referèndum. A més, una manifestació contra el feixisme i la violència, i favorable a la unió d'Ucraïna amb Rússia i Belarús i la realització d'un referèndum va reunir més de 400 persones a Kherson.
El 2 de març el Consell Provincia de Luhansk va adoptar posicions semblants a les de la Càmera Municipal de Donetsk, i va declarar il·legítimes les noves autoritats executives ucraïneses, va sol·licitar el desarmament dels grups armats il·legals, la prohibició d'organitzacions profeixistes i neofeixistes, i es va reservar el dret a sol·licitar ajuda «al poble germà» de la Federació Russa. Poc després, una manifestació dirigida per la Guàrdia de Lugansk va exigir que els diputats demanéssin que Vladímir Putin enviés tropes, i durant les protestes, van ocupar l'edifici del Consell Regional.
El 3 de març un grup de persones armades va començar a assaltar edificis administratius a Donetsk, onejant banderes de Rússia i al crit de «Rússia!» i «Berkut són herois!». La nit del 4 de març es va realitzar una manifestació pacífica de més de 2000 persones que demanaven pau i recolzaven Ucraïna.
A la ciutat de Khàrkiv van ocórrer incidents relacionats amb marxes prorusses. A l'edifici del parlament local es va hissar la bandera russa, que va ser arriada hores més tard, quan la policia va començar a custodiar el lloc. També va haver-hi destrosses a l'edifici. A més, al voltant d'entre 200 i 500 manifestants amb banderes russes van irrompre a l'edifici administratiu de l'óblast d'Odessa. Exigien un referèndum sobre l'establiment d'una «República Autònoma d'Odessa».
Durant una reunió del Consell de Seguretat de les Nacions Unides, el representant rus Vitaly Txurkín va reiterar que el líder legítim d'Ucraïna era Viktor Ianukòvitx, i no el president interí Olexander Turtxinov.
El 5 de març, agents del Servei de Seguretat d'Ucraïna van arrestar l'autoproclamat governador de la regió de Donetsk, Pável Gúbarev, i el van portar a un lloc desconegut. Anteriorment, simpatitzants del govern interí d'aquesta regió havien pres el control dels edificis administratius, entre ells la tresoreria i l'administració regional, on van hissar la bandera russa. A més, Gúbarev va declarar que la regió es preparava per comptar amb el seu propi govern provisional, per després anunciar noves eleccions, i va parlar sobre un referèndum sobre l'estatus de Donetsk. El 6 de març van ser detingudes diverses desenes de manifestants.
El 8 de març, més de tres mil persones es van concentrar al centre de Khàrkiv, demanant la dimissió de les autoritats locals i la celebració d'un referèndum sobre l'estatus de la regió. El mateix dia, l'exèrcit rus va entrar al territori del poble de Txonhar, al Raion de Henitxesk a l'óblast de Kherson i guàrdies fronterers ucraïnesos van començar a desplegar-se al llarg de la frontera amb Moldàvia, a l'àrea de Transnístria, amb la finalitat d'evitar qualsevol provocació per part d'activistes prorussos a l'óblast d'Odessa.
El 9 de març uns 1500 activistes prorussos van sol·licitar les autoritats locals de Donetsk la realització d'una consulta popular sobre la seva incorporació a Rússia. Mentre que, a Luhansk, centenars de manifestants van ocupar l'edifici de l'administració regional i van hissar la bandera de Rússia. A més van ocórrer enfrontaments amb activistes proucraïnesos. Unes 7000 persones també van manifestar a Simferòpol, a Crimea.

### 11-16 de març
L'11 de març, el Consell Nacional de Ràdio i Televisió d'Ucraïna va ordenar als proveïdors ucraïnesos que a aturessin d'emetre programes dels principals canals russos. Això va provocar reaccions a Rússia, on el ministre d'Afers exteriors va enviar un comunicat a l'Organització per a la Seguretat i la Cooperació a Europa (OSCE) denunciant una «violació a la llibertat d'expressió». Cinc cadenes russes van deixar d'emetre a territori ucraïnès.
En aquesta mateixa jornada, el batlle de la ciutat de Khàrkiv, Guennadi Kernes, va ser citat per la Fiscalia General d'Ucraïna, acusat d'amenaça d'homicidi, tortures, privació de la llibertat i segrest de persones.
El 13 de març un defensor del règim ucraïnès va morir a les mans de militants prorussos durant els disturbis després de la concentració a la Plaça Lenin de Donetsk. També va morir un manifestant prorús i hi va haver-hi diversos ferits. Aquest mateix dia, més de 40.000 residents de la ciutat de Khàrkiv van sortir als carrers per mostrar el seu suport al batlle Gennadi Kernés, que havia estat citat per la Fiscalia General d'Ucraïna, acusat d'amenaces, tortura i segrest. A més, unes 40.000 persones es van manifestar a diverses ciutats de Rússia en suport a la població de parla russa d'Ucraïna. Mentrestant, un tribunal de Kíiv va ordenar posar sota arrest domiciliari parcial, el batlle de la ciutat de Khàrkiv, Gennadi Kernés, sota arrest domiciliari parcial, de les nou de la nit fins a les set del matí.
El 14 de març dues persones van morir a Khàrkiv, per trets de nacionalistes ucraïnesos. A la nit, les manifestacions a Khàrkiv es van tornar violentes, quan una sèrie de trets va deixar dos morts i cinc ferits, entre policies i activistes prorussos. També es va reportar que desconeguts van llançar des d'un edifici granades d'atordiment i còctels Molotov. El ministeri de l'Interior ucraïnès va responsabilitzar el grup ultranacionalista Pravy Sektor d'haver començat el tiroteig mortal de Khàrkiv, a l'est del país; una trentena de pistolers pertanyents a aquesta agrupació van ser detinguts.
El 15 de març, després de tres morts a les protestes a Donetsk i Khàrkiv, el president interí d'Ucraïna, Oleksandr Turchínov, va dir al parlament que el govern rus organitzava i finançava protestes a l'est d'Ucraïna i va alertar sobre l'amenaça d'una invasió russa de l'est del país. D'altra banda, el ministre d'exterior rus Sergei Lavrov va comunicar que les autoritats russes analitzaven les sol·licituds d'actuar en defensa de ciutadans residents a Ucraïna, i el president Vladímir Putin va ser autoritzat pel parlament d'implantar forces armades a Ucraïna per protegir els russos ètnics i de llengua russa. Malgrat això, Lavrov també va dir que «Moscou no pot i no té plans per envair l'est d'Ucraïna».
Aquest mateix dia, manifestants prorussos van atacar un edifici de serveis de seguretat a Donetsk i hi van hissar la bandera russa. Van exigir l'alliberament de Pavel Gubarev i el dret a decidir per mitjà d'un referèndum la separació d'Ucraïna i l'adhesió a Rússia. Més tard van assaltar la seu regional del Ministeri de l'Interior. L'endemà es va informar que un grup de residents va detenir a Luhansk un tren amb tropes ucraïneses que es dirigia cap a la frontera russo-ucraïnesa per efectuar exercicis militars. Un tribunal municipal de la ciutat de Khàrkiv va arrestar vint-i-cinc participants dels enfrontaments del 14 de març.
El 16 de març, a Donetsk, manifestants que portaven banderes russes i amb llaços color carbassó i negre de Sant Jordi, se'n van anar i van exigir la dimissió del gabinet ministerial i la formació d'un govern nacional de coalició, aprovat per «el poble». Van entrar a l'edifici de la Fiscalia i hi van hissar la bandera russa. Van exigir un referèndum sobre l'estatus de l'óblast de Donetsk com a subjecte de la Federació Russa i van sol·licitar l'oficialitat de l'idioma rus.
Aquest mateix dia a les ciutats de Donetsk i Luhansk es van celebrar alhora mítings i manifestacions de suport al referèndum sobre la federalització d'Ucraïna i en suport als referèndums de Crimea i Sebastopol. A Donetsk van manifestar unes 3.000 persones. El govern local de Luhansk va informar els manifestants que estava prohibit organitzar esdeveniments públics de tota classe fins al 30 de març. A Khàrkiv, les autoritats locals van prohibir per raons de seguretat l'organització a la plaça principal d'un míting sobre el tema de la federalització d'Ucraïna. Un grup de manifestants a Khàrkiv es van dirigir i van saquejar l'edifici on hi havia les oficines d'agrupacions de dreta. També van cremar símbols i llibres.

### 18-23 de març
El primer ministre d'Ucraïna Arseni Iatseniuk va dir el 18 de març que el govern treballava en una «descentralització de l'administració», en la qual se li donarà a les regions, ciutats i districtes «amplis poders i finançament necessaris per al desenvolupament d'aquestes àrees». Aquests canvis es veurien reflectits en una nova constitució. També va dir que s'havien recollit proves convincents sobre la participació dels serveis secrets russos en els disturbis a l'est ucraïnès.
Aquest mateix dia, membres d'una manifestació amb banderes russes van irrompre a l'ajuntament de Mariúpol. Van exigir que el batlle realitzés una sessió especial del Consell de la Ciutat sobre la qüestió d'un referèndum. També el mateix dia, al fronterer país de Moldàvia es van reproduir ressons de les protestes ucraïneses: Transnistria (regió reclamada com a part de Moldàvia) va enviar una sol·licitud per unir-se a la Federació de Rússia, seguint l'exemple de Crimea i en compliment de les disposicions de la Llei d'Adhesió. Aquesta petició va ser enviada pel seu president, Mijaíl Burla, al president de la Duma Estatal. El 2006 s'havia celebrat un referèndum similar al de Crimea, on s'hauria imposat per majoria el mateix resultat de l'adhesió a Rússia. Després, el president de Moldàvia va instar Rússia a no considerar l'annexió de Transnistria de la mateixa forma que ho va fer amb Crimea. La regió de Gagauzia també va sol·licitar la seva adhesió a Rússia.
El 22 de març es va produir una manifestació a Melitopol sense caràcter separatista, encara que defensava la realització d'un referèndum perquè els ciutadans poguessin decidir si desitgen estrènyer llaços amb la Unió Europea o amb Rússia i si Ucraïna ha de convertir-se en una federació.
El 23 de març es va realitzar una manifestació a Donetsk en defensa de la realització d'un referèndum el dia 25 de maig, perquè la regió de Donetsk pogués signar un acord d'unió duanera amb Rússia.

### 29-31 de març
El 29 de març prop de tres cents persones van participar en una manifestació antifeixista a Melitopol sense caràcter separatista, encara que defensava l'amistat amb Rússia.
Els habitants de la zona de la Fletxa d'Arabat —una petita franja de terra de la Provínsia de Kherson que s'estén des de la península de Crimea fins a Ucraïna continental, a la costa del mar d'Azov— van decidir el 31 de març després d'una reunió desplaçar la frontera amb Ucraïna per formar part de Rússia. El cap del consell de la localitat de Strelkòvoie va ser acusat d'«abús de poder» i va ser portat davant l'oficina local del Servei de Seguretat Ucraïnès, on va explicar que en realitat pretenien crear una «zona neutral» entre tots dos països. Alguns habitants d'aquesta localitat es volen integrar Rússia.

### 6-7 d'abril: sorgiment de les Repúbliques Populars de Donetsk i Khàrkiv

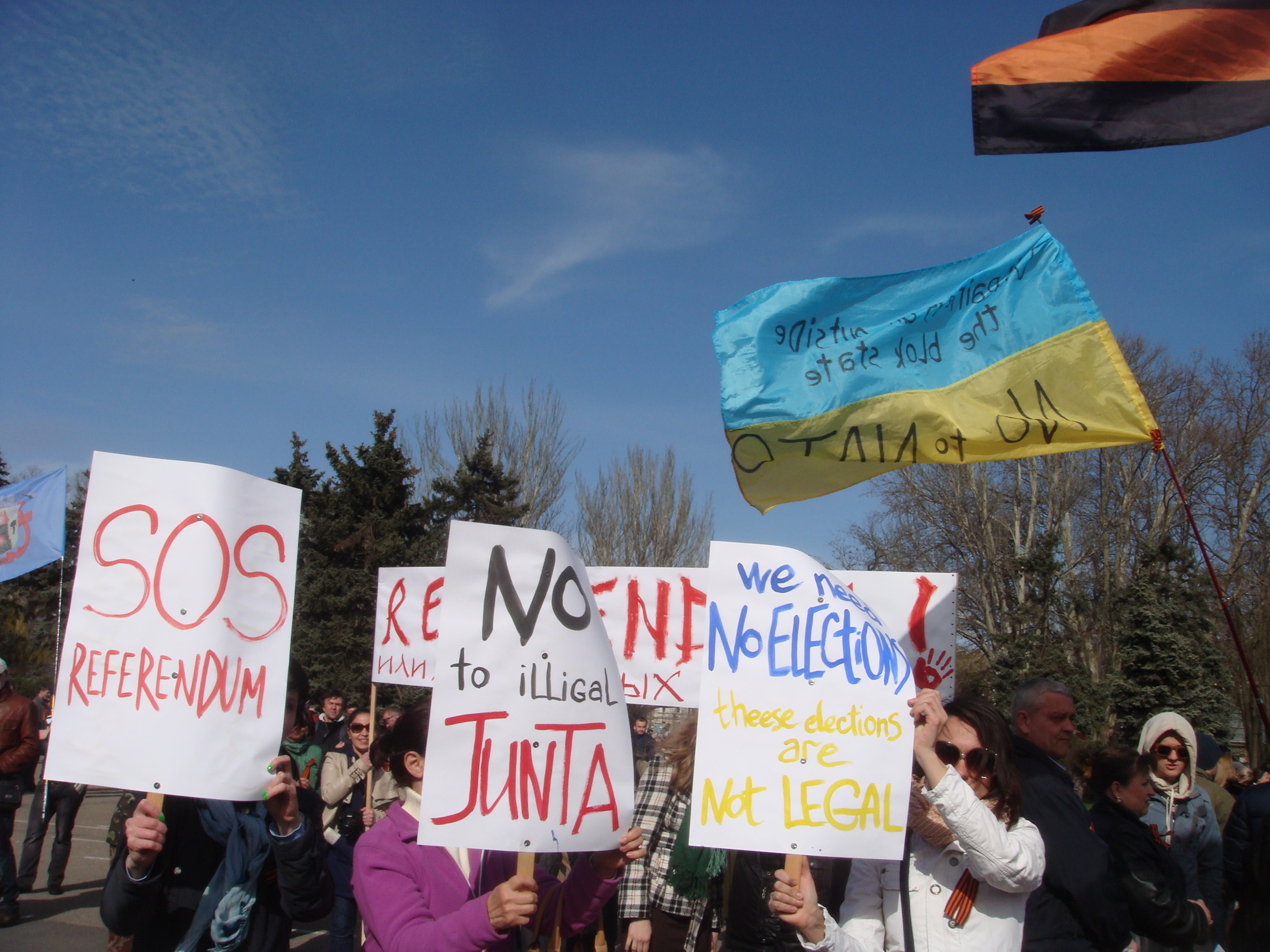
Protestes a Odessa del 6 d'abril.

El 6 d'abril milers de persones es van congregar a diverses ciutats ucraïneses en protesta contra el Govern interí de Kíiv. A Donetsk, els manifestants van trencar el cordó policial, van assaltar un edifici de l'administració regional i van retirar la bandera ucraïnesa, que van reemplaçar per una bandera russa. En aquesta ciutat, prop de dos mil persones s'havien congregat a la plaça de Lenin amb banderes russes i pancartes antigovernamentals demanant la federalització d'Ucraïna i estatus d'oficialitat de l'idioma rus. A Khàrkiv, manifestants van acudir a la plaça de la Llibertat demanant la celebració d'un referèndum sobre la federalització d'Ucraïna. Algunes persones portaven banderes russes. També van ocórrer protestes a Odessa (on es van armar barricades), Mikolaiv i Luhansk. En aquesta última ciutat un assalt a la seu provincial del Servei de Seguretat va deixar vuit ferits.

#### República Popular de Donetsk
El 7 d'abril, en un edifici de l'administració regional a la ciutat de Donetsk, manifestants van proclamar la República Popular de Donetsk. La mateixa va ser proclamada per unanimitat en una reunió celebrada a la seu de l'Administració regional de Donetsk. Es va declarar que la nova república s'estableix dins dels límits de la regió de Donetsk, que se celebrarà un referèndum abans de l'11 de maig i es va decidir la creació d'un Consell Popular. Es va informar d'un atac i intent d'assalt a les oficines de la televisió local. L'ambaixador dels Estats Units davant l'OSCE, Daniel Baer, va declarar que el seu país no reconeixerà ni la república ni el referèndum. La nova república també ha demanat que Rússia la defensi dels «embats criminals» d'Ucraïna al poble rus resident.

#### República Popular de Khàrkiv

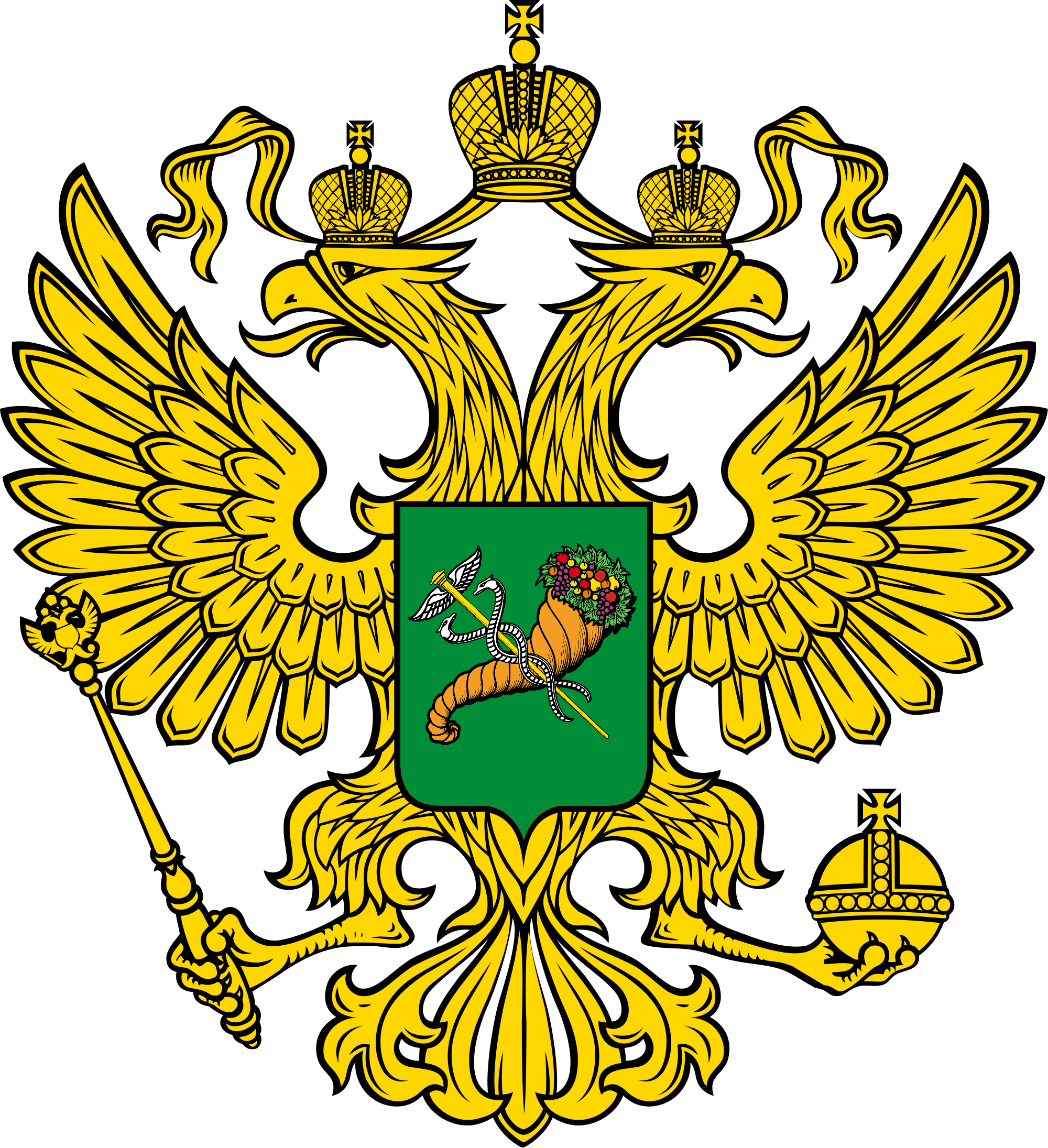
Escut de la República Popular de Khàrkiv

Un grup de diputats regionals de Khàrkiv va assumir el control de les institucions governamentals i va proclamar la República Popular de Khàrkiv (en rus: Харьковская Народная Республика) anunciant que es preveia la realització d'un referèndum. Segons els manifestants, la república es convertiria en un Estat sobirà, que «establirà relacions amb altres Estats d'acord amb el dret internacional». A més s'han dirigit al president deposat d'Ucraïna, Víctor Ianukòvitx, perquè legalitzi la iniciativa i a Rússia perquè actuï d'intermediària i garant en el referèndum.
A la nit, manifestants van calar foc a l'ajuntament de Khàrkiv. Al llarg de la tarda del mateix 7 d'abril, Ucraïna va llançar una operació per desallotjar l'edifici del Govern regional de Khàrkiv pres per activistes prorusses i prop de 70 independentistes van ser detinguts l'endemà, segons va informar el ministre ucraïnès d'Interior, Arsen Avakov.

### 7 d'abril-11 d'abril: reacció ucraïnesa

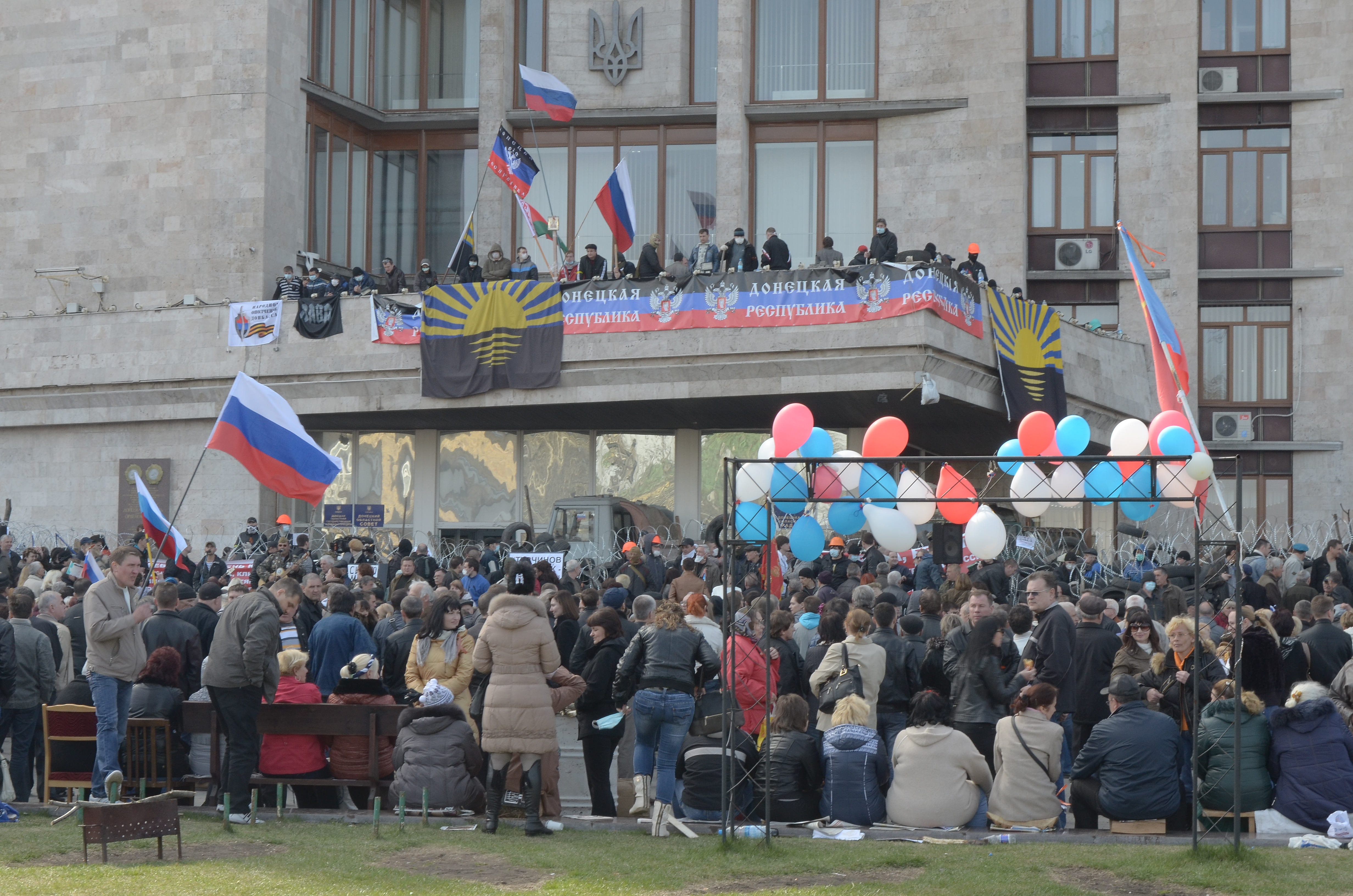
Manifestants prorussos ocupant l'edifici de l'Administració de l'Estat de Donetsk el 7 d'abril.

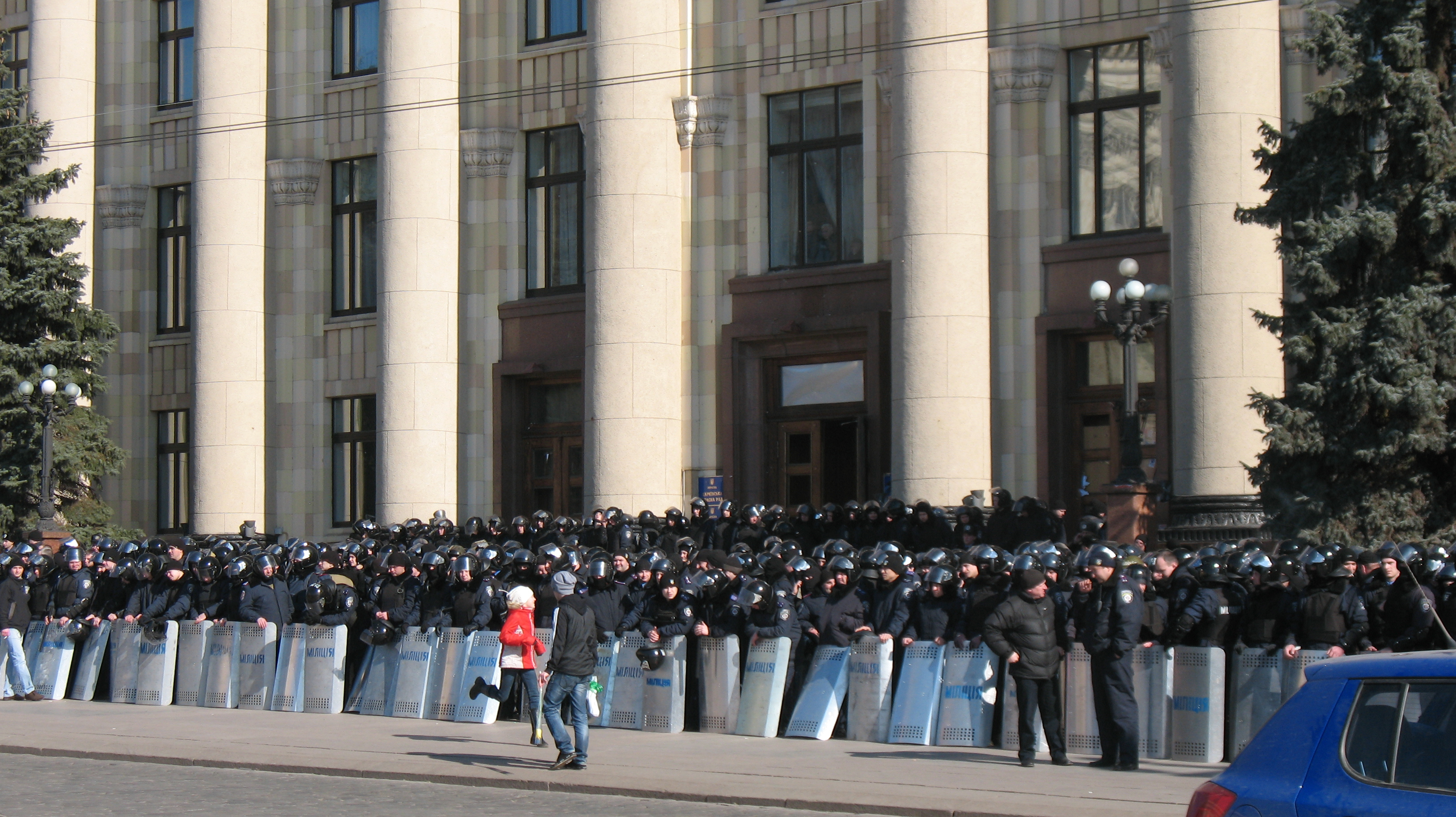
Policia custodiant l'edifici de l'Administració de l'Estat de Khàrkiv el 8 d'abril.

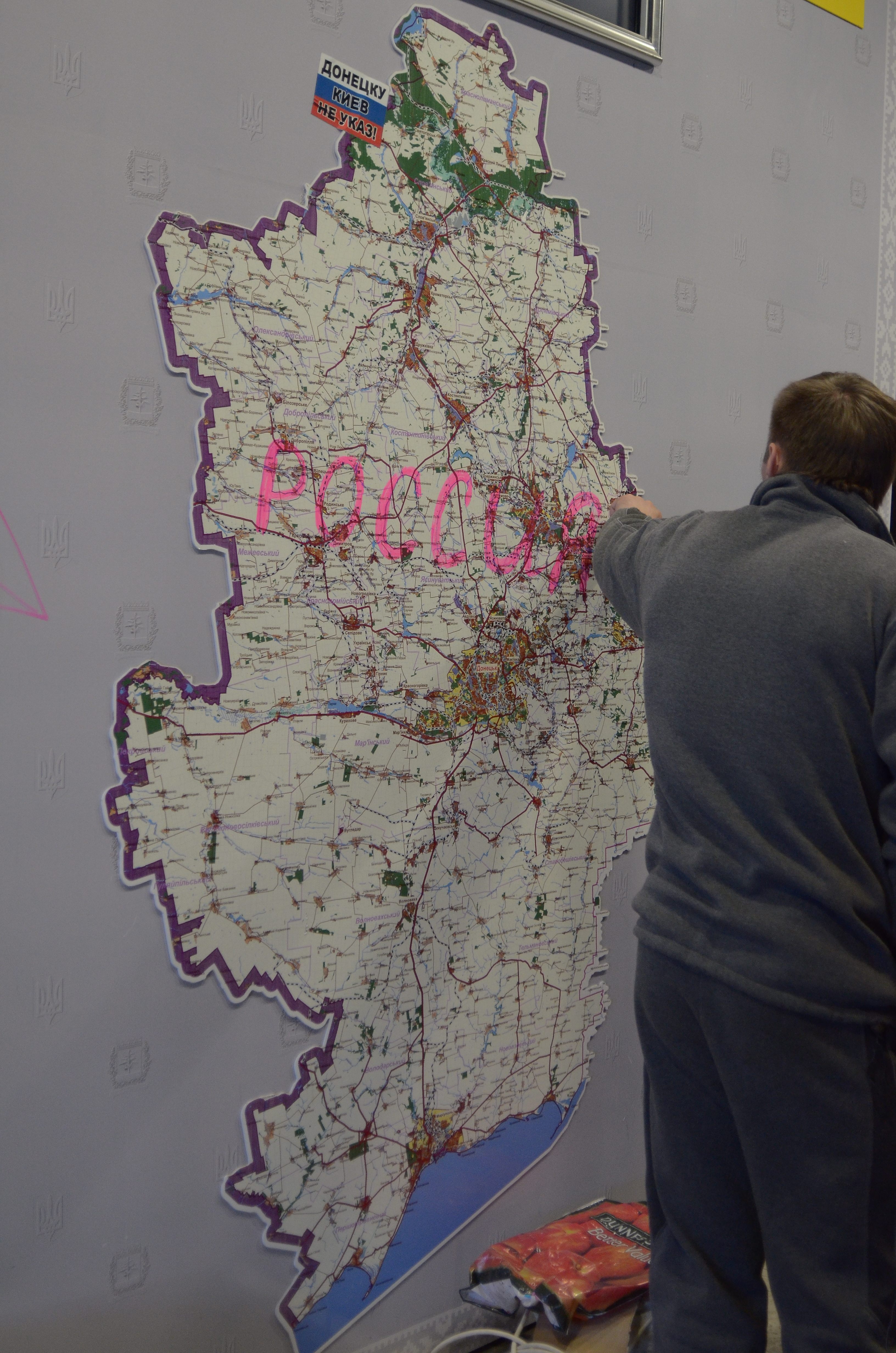
Un mapa de Donetsk a l'edifici ocupat amb la paraula russa Россия (‘Rússia’).

En la Rada Suprema va ser presentat un projecte de llei sobre la imposició de l'estat d'emergència a les regions de Luhansk, Donetsk i Khàrkiv. L'ex-primera ministra d'Ucraïna Iúlia Timoixenko va arribar a Donetsk, on va oferir una roda de premsa. A més, es va reportar que Kíiv hauria enviat militars a les zones en conflicte.
Per la seva banda, el primer ministre interí, Arseni Iatseniuk, va acusar directament a Rússia d'engegar «un pla per desmembrar Ucraïna». Mentre que el president interí Oleksandr Turtxínov, va dir que Rússia intentava crear a l'est del país un «escenari crimeu» i va advertir que el Govern prepara operacions antiterroristes contra els manifestants.
El 8 d'abril manifestants van irrompre en l'oficina de la Fiscalia regional a Lviv. Mentrestant, l'Administració regional de Dnipropetrovsk va signar un acord de cooperació amb els activistes prorussos els qui es van comprometre a abstenir-se de la incitació al separatisme.

#### República Parlamentària de Luhansk
Aquest mateix dia també va ser pres l'edifici administratiu regional del Servei de Seguretat d'Ucraïna en Luhansk i els manifestants van formar barricades. Més tard es va informar que hi havien aproximadament 60 ostatges a l'edifici i els separatistes que ocupaven l'edifici tenien explosius, un arsenal de més de 300 metralladores i un grup prorús va anunciar la proclamació de la República Parlamentària de Luhansk (en rus: Луганская парламентская республика). Els separatistes també van prendre l'edifici de l'administració de l'óblast de Luhansk i planejaven establir l'«Exèrcit Popular del Sud-est d'Ucraïna» amb altres grups d'activistes d'altres ciutats de la regió. El 10 d'abril, el líder de la insurrecció, Alekséi Mozgovoi, va visitar Moscou i es va reunir amb el polític d'extrema dreta, Vladímir Jirinovski i Sergueí Mirónov demanant el seu suport.
El 28 d'abril, a l'óblast de Luhansk els federalistes van proclamar la «República Popular de Luhansk», a la localitat de Schastie els ciutadans van detenir 20 membres d'un «batalló policial especial de supressió del separatisme» juntament amb el seu comandant i els van lliurar a les forces de seguretat de la República Popular de Luhansk a la capital de la província. El 29 d'abril, prop de 3.000 persones van participar conjuntament amb milicians de la República Popular de Luhansk en l'ocupació de la seu de la diputació de l'óblast de Luhansk. Els federalistes també van prendre l'ajuntament de la ciutat de Pervomaisk.

#### Noves reaccions i protestes
El govern ucraïnès va prometre el 9 d'abril posar fi a les protestes a l'est del país en el transcurs de 48 hores. Segons el ministre d'Interior d'Ucraïna, Arsén Avakov, la situació seria resolta durant 48 hores «per mitjà de negociacions o per mitjà de la força». També va prometre delegar més poder a les regions i va donar garanties que l'idioma rus «no es restringirà de cap manera». A més, les forces policials van deixar d'acordonar l'edifici de l'Administració Regional de Khàrkiv després d'una operació policial en la qual van ser detinguts 64 manifestants que recolzaven la federalització d'Ucraïna. A més, als suburbis de les ciutats de Donetsk i Luhansk, va haver-hi gent formant barreres humanes per obstaculitzar el pas de militars ucraïnesos. Per la seva banda, les autoproclamades autoritats del Govern de la República Popular de Donetsk van anunciar el 9 d'abril que publicarien els seus decrets i controlarien totes les ciutats de la regió. El 10 d'abril van anunciar la creació d'un «Exèrcit Popular».
Aquest mateix 10 d'abril el president interí d'Ucraïna va prometre amnistia als manifestants que van ocupar els edificis administratius en l'est del país si abandonaven els edificis i lliuraven les armes. La Cort regional de Khàrkiv va decretar un arrest de 60 dies per a quatre dels 65 manifestants que van ocupar l'Administració regional de Khàrkiv. A Odessa van ocórrer enfrontaments entre prorussos i partidaris del Euromaidan que van retenir en un hotel al candidat presidencial Oleg Tsariov. Els diputats del Consell regional de Luhansk van promoure la convocatòria d'un referèndum sobre la federalització d'Ucraïna amb garanties per a la seva integritat territorial i van exigir dotar a l'idioma rus de l'estatus de segona llengua oficial. A Sebastòpol (en Crimea) milers de persones es van reunir en un míting de suport al sud-est d'Ucraïna, especialment a les regions del Donbass i Luhansk.
Aquest mateix dia, els manifestants de Donetsk i el governador provincial, Serguéi Taruta, van negociar sense arribar a cap acord. Taruta proposava patrulles mixtes entre la policia, la guàrdia de tràfic i els manifestants, el desallotjament de l'edifici de l'Administració (amb possibilitat per als separatistes d'instal·lar-se a un altre edifici diferent), creació d'un grup mixt per reformular els plantejaments d'un referèndum al maig, sessions mixtes entre el Parlament regional i el Consistori municipal i amnistia per als ocupants de l'edifici. Els homes van respondre que consideraven possibles les patrulles mixtes i que estaven disposats a cedir dos pisos de l'edifici de l'Administració perquè poguessin treballar els funcionaris necessaris per al pagament de pensions, subvencions i sous i van demanar l'alliberament dels acusats de separatisme, com Pável Gubárev. El govern regional no va acceptar la contraproposta.
Per la seva banda, els separatistes de Donetsk van votar decidint establir llaços amb Rússia, el Kazakhstan, Belarús i les institucions internacionals com les Nacions Unides per trencar amb Ucraïna. Es van reportar atacs de grups separatistes a periodistes belarussos per parlar idioma belarús, i no rus. Les autoritats van construir barricades a les entrades de la ciutat de Zaporíjia per evitar que els manifestants i els separatistes russos i prorussos entressin a la ciutat. Les autoritats regionals de Donetsk (designades a Kíiv) van anunciar que estaven disposades a celebrar un referèndum sobre l'estatus de la regió, amb la condició que s'alliberés l'edifici de l'administració.
El cap del Govern ucraïnès va mantenir l'11 d'abril, en una breu visita a les zones de l'est ucraïnès, una reunió amb polítics, funcionaris i empresaris a Donetsk. Allí Rinat Ajmétov, magnat amo de la primera fortuna del país i resident de Donetsk, va dir que la situació de la regió «és molt difícil» i el que «la gent vol que s'escolti la veu de Donbàs» i «una vida millor». Va sentenciar que és necessari una negociació amb els prorussos per arribar a un acord. El magnat va afirmar que dona suport a la cooficialitat del rus amb l'ucraïnès i la descentralització del poder i que a la nit del 7 d'abril va visitar l'edifici pres per manifestants.

### 12 d'abril-actualitat: enfrontaments armats
A partir del 12 d'abril, s'inicien enfrontaments armats que van incloure combats de diferents proporcions i la captura de presoners de tots dos bàndols en el conflicte armat a l'est d'Ucraïna de 2014.
El 30 d'abril, el president interí ucraïnès va reconèixer que les forces de seguretat sota les ordres de Kíiv «no són capaces de controlar la situació a Donetsk i Luhansk». Una font de l'Estat Major ucraïnès va informar a més que l'assalt a les seus públiques i llocs fortificats que els milicians controlen s'iniciaria el 2 de maig, com en efecte va ocórrer a Sloviansk i Kramatorsk.

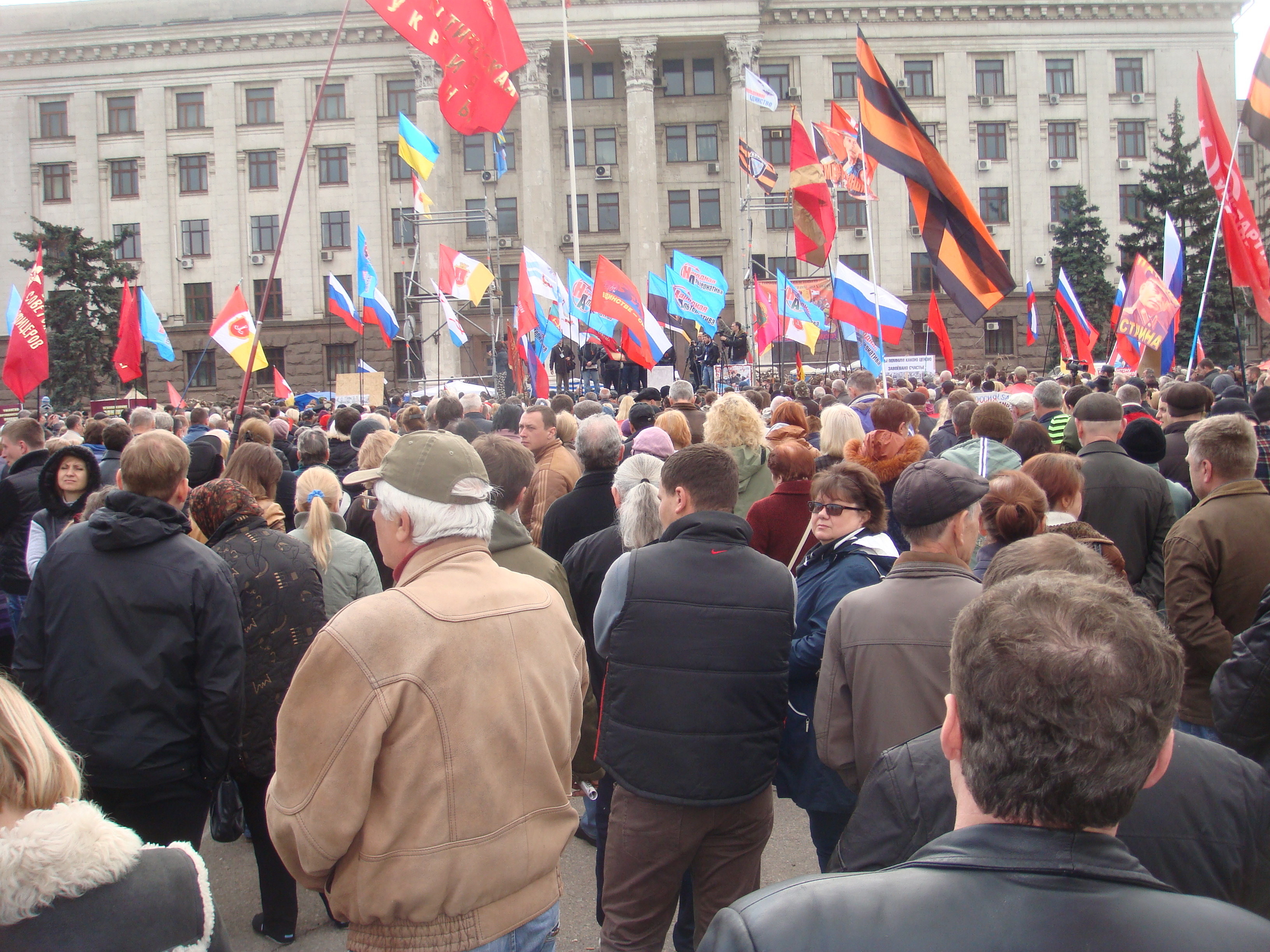
Protestes a Odessa del 13 d'abril.

### Primer de maig i 2 de maig: manifestacions i massacre a Odessa
Una multitud va marxar pels carrers del centre d'Odessa el Primer de Maig amb pancartes que resaven «Odessa és una ciutat heroica», «Referèndum!» i «El feixisme no passarà». La desfilada va arribar fins a Camp Kulikovo, on els activistes d'Alternativa Popular tenen un campament per recollir signatures en suport d'un referèndum sobre la descentralització del poder, l'oficialitat de la llengua russa i l'adreça de la política exterior del país. Els manifestants van anunciar que no abandonaran el lloc fins que les autoritats ucraïneses compleixin amb les exigències d'un referèndum i l'alliberament dels seus companys detinguts pel Servei de Seguretat d'Ucraïna.
El 2 de maig, també a Odessa, quatre persones van morir després d'enfrontaments entre partidaris i opositors del govern de Kíiv. Es trobava hospitalitzat per traumatismes el regidor provincial Alexéi Alba, un dels organitzadors de la recollida de signatures a favor d'un referèndum sobre l'organització territorial federal.
Posteriorment, en la mateixa jornada, 46 persones van morir en un incendi intencionalment provocat per militants del moviment ultranacionalista i pro-Euromaidan Sector Dret, a la «casa dels sindicats». Més de 30 persones van morir asfixiades pel fum dins de l'edificació i 8 en llançar-se per les finestres per tractar d'escapar del foc. Entre els supervivents va haver-hi 214 ferits, dels quals 50 d'ells van ser hospitalitzats, incloent-hi 10 policies. Les persones que aconseguien escapar de l'edifici en flames eren copejades a les portes de l'edifici pels atacants de Sector Dret. Un militant de Sector Dret partícip de l'atac contra l'edifici, Vitali Umanets, va publicar a YouTube el vídeo dels fets amb el títol «Fum als separatistes». També es va informar sobre un grup d'unes 50 persones atrapades al terrat de l'edifici que es negaven sortir per la seva seguretat. A més, es van reportar 144 detinguts.
Els Estats Units i Rússia van condemnar la massacre. El Ministeri de Relacions Exteriors de Rússia va responsabilitzar al govern ucraïnès per l'incident. Les autoritats locals van decretar tres dies de dol.
El 4 de maig sengles manifestacions de residents d'Odessa es van expressar enfront de la seu de la representació del ministeri de l'Interior on estaven presos part dels 200 activistes d'Alternativa Popular detinguts per autoritats ucraïneses. Davant els manifestants, 67 activistes van ser posats en llibertat. Entre els alliberats hi ha diversos supervivents del mortífer incendi del 2 de maig. Una multitud de residents d'Odessa, que va incloure a moltes dones i persones d'edat avançada va aplaudir i va abraçar als activistes alliberats, però els manifestants van declarar que mantindrien la seva protesta fins que siguin alliberats tots els activistes detinguts.

### 24 de maig: Estat de Nova Rússia
El 24 de maig les autoproclamades repúbliques populars de Luhansk i Donetsk van anunciar la creació de l'Estat Federal de Nova Rússia, l'objectiu últim de la qual és l'associació amb la Federació Russa. Pável Gúbarev va declarar que es planeja l'entrada d'altres sis regions d'Ucraïna a aquest nou Estat: Dnipropetrovsk, Zaporíjia, Odessa, Mikolaiv, Kherson i Khàrkiv. Al seu torn, la separació d'aquestes regions es duria a terme mitjançant referèndums.

## Líders
- Pável Gubárev: propietari d'una empresa de publicitat de Donetsk, fundador de la Milícia Popular i «governador del poble» de la regió del Donbàs, pres per les autoritats ucraïneses el dia 6 de març.[5][136]
- Robert Donia: «sotsgovernador del poble» de la regió de Donetsk.[67]
- Artiom Oljin: coordinador de la Unió dels Ciutadans Ucraïnesos a Donetsk.[4]
- Alexander Jaritonov: líder de l'organització separatista «Guàrdia de Luhansk», que el 9 de març de 2014 va dirigir la presa de l'Administració Estatal Regional a Luhansk i va forçar el governador regional, Mikhail Bolotskih, a demetre, a part d'això la «Guàrdia de Luhansk» també va participar en tots els actes anteriors en els quals es van destruir símbols ucraïnesos, i de la invasió del canal de televisió independent Irta; el 14 de març es trobava detingut i va ser enviat a Kíiv.[49][137]
- Evgeni Dinianski: cap de l'organització no governamental «Iniciativa del Sud-est».[72]
- Vladímir Prokopenko: rus, capdavanter de la Unió de la Joventut d'Euràsia a Rostov del Don que va incentivar i va ajudar a organitzar grups de ciutadans russos perquè travessessin la frontera disfressats de turistes, amb la finalitat de recolzar les protestes.[6][138]
- Oleg Tsarev: diputat i candidat a la presidència d'Ucraïna. El 10 d'abril va dir que la federalitzación del país permetrà «conservar a Ucraïna, tan diferent, a les seves fronteres; perquè hi visquin persones que parlen dos idiomes semblants però diversos, el rus i l'ucraïnès, i són feligresos d'esglésies diferents: la catòlica o les ortodoxes de Moscou o de Kíiv». També va dir que la Rada Suprema es troba actualment «sota pressió».[139]

## Manifestants
| Mapa de les protestes | Ciutat      | Manifestants | Data                    | Ref.            |
| --------------------- | ----------- | ------------ | ----------------------- | --------------- |
|                       | Donetsk     | 2000-15 000  | 6 d'abril               | [ 140 ] [ 141 ] |
| Odessa                | 5000-20 000 | 1 de març    | [ 142 ] [ 143 ]         |                 |
| Khàrkiv               | 1000-15 000 | 6 d'abril    | [ 144 ] [ 145 ] [ 146 ] |                 |
| Luhansk               | 10 000      | 9 de març    | [ 147 ]                 |                 |
| Mikolaiv              | 5000-6000   | 2 de març    | [ 148 ]                 |                 |
| Zaporíjia             | 1000-5000   | 1 de març    | [ 149 ] [ 150 ]         |                 |
| Mariúpol              | + de 2000   | 1 de març    | [ 151 ]                 |                 |
| Sebastòpol            | + de 2000   | 23 de febrer | [ 152 ]                 |                 |
| Simferòpol            | + de 2000   | 26 de febrer | [ 153 ]                 |                 |
| Dnipropetrovsk        | 1000-3000   | 1 de març    | [ 154 ]                 |                 |
| Kherson               | 400         | 2 de març    | [ 155 ]                 |                 |
| Kertx                 | 200         | 24 de febrer | [ 156 ]                 |                 |

## Reaccions
- Rússia: en un discurs televisat enfront d'ambdues càmeres del Parlament el president rus Vladímir Putin va declarar el 18 de març que Rússia «no vol una Ucraïna dividida» i que «sempre protegiria als milions de parlants de la llengua russa en aquest país». També va dir que l'actual govern és «il·legítim i sota el control dels radicals» i que nacionalistes acusats, neonazis, russòfobs i antisemites estan darrere del «cop d'estat» a Ucraïna. També va parlar sobre la votació de la Rada Suprema del 23 de febrer del 2014 que va derogar una llei sobre política lingüística dirigida a les llengües minoritàries, dient que es «va violar directament els drets de les minories nacionals».[157][158][159][160]

En el matí del 8 d'abril el titular del Ministeri d'Exteriors rus, Serguéi Lavrov va emetre un comunicat cridant a «cessar immediatament tot preparatiu militar, que té el risc de desencadenar una guerra civil», afirmant que en les operacions «participen al voltant de 150 especialistes nord-americans del grup militar privat Greystone». El govern rus culpa la Unió Europea i els Estats Units de «desestabilitzar Ucraïna» i va afirmar que Rússia «fa tot el possible per promoure la ràpida estabilització a Ucraïna».
El Ministre d'Afers exteriors de Rússia va acusar les autoritats ucraïneses de «culpar» al govern rus per tots els seus problemes, i va afirmar que «els ucraïnesos volen obtenir una resposta clara de Kíiv a totes les seves preguntes. És hora d'escoltar aquestes demandes legals». Així mateix, va declarar que estava «observant acuradament» els esdeveniments a l'est i el sud d'Ucraïna, i va demanar una reforma constitucional «real que convertiria a Ucraïna en una federació». El Ministeri d'Exteriors rus també va manifestar la seva preocupació per l'arribada a l'est del país de l'Exèrcit ucraïnès i va demanar un «cessament immediat dels preparatius militars que podrien deslligar una guerra civil».
El cap de la diplomàcia russa va afirmar que Rússia «no planeja en cap cas» annexionar les regions del sud-est d'Ucraïna perquè això «contravé els interessos de la Federació Russa». El 12 d'abril, durant una conversa telefònica amb el seu homòleg ucraïnès, Andréi Deschitsa, Lavrov, va assenyalar que «no hi ha agents russos a Ucraïna» i que Moscou «considera inacceptable que Kíiv amenaci d'assaltar els edificis ocupats per manifestants a Donetsk i Luhansk». El canceller rus també va instar al govern ucraïnès a «apostar pel diàleg i prendre en consideració les demandes legítimes de les regions del sud-est d'Ucraïna, incloent-hi la participació de les mateixes en la reforma constitucional».
Un organisme públic dels tàrtars de Crimea va expressar el seu suport l'11 d'abril als manifestants del sud-est ucraïnès.
- Els Estats Units: el Secretari d'Estat dels Estats Units, John Kerry va dir el 7 d'abril que el conflicte a Khàrkiv, Donetsk, Luhansk i Mariúpol era una campanya «acuradament orquestrada amb suport rus».[169] La secretària d'Estat adjunta, Victoria Nuland, va dir que « els Estats Units no té cap dubte que els russos estaven darrere de les preses de possessió dels edificis del govern a l'est d'Ucraïna».[170] Kerry també va afirmar al canceller rus el 9 d'abril que Washington està tractant d'«encoratjar» Kíiv per establir «un diàleg nacional que tracti de normalitzar la situació al sud-est d'Ucraïna».[94]

John Kerry també va dir que els fets «no semblaven ser espontanis» i van instar a Rússia a «repudiar públicament les activitats dels separatistes, sabotejadors i provocadors» en una trucada telefònica al seu homòleg rus, Sergei Lavrov. L'ambaixador dels Estats Units davant l'Organització per a la Seguretat i la Cooperació a Europa (OSCE), Daniel Baer, va declarar que el seu país no reconeixeria ni les repúbliques populars ni els referèndums. El portaveu de la Casa Blanca, Jay Carney, va advertir a Rússia que no intervingui a l'est d'Ucraïna i va amenaçar d'imposar més sancions i altres mesures similars. També li va demanar al president rus, Vladímir Putin, al fet que «cessi tots els seus esforços per desestabilitzar Ucraïna».
- República Txeca: el president de la República Txeca, Milos Zeman, va afirmar que «no hi haurà res maliciós en la federalització d'Ucraïna. Bé existeixen com a estats federats Alemanya, Estats Units, Suïssa» i que certa descentralització i autonomia podrien calmar la situació a Ucraïna.[173] El president txec també va dir que està a favor d'una «acció eficaç i en molts casos fins i tot preventiva» de l'OTAN, a causa de la «possible intromissió» de Rússia en la crisi a les regions del sud-est d'Ucraïna. Va expressar les seves esperances que «la UE i l'OTAN tinguin valor» per dur a terme actes d'intimidació orientats a Rússia.[174]
- Alemanya: el 9 d'abril, el Ministeri d'Exteriors d'Alemanya va recomanar als seus ciutadans a «evitar viatges a Ucraïna i a la península de Crimea per motius de seguretat». El Ministeri també va recomanar als alemanys que es trobaven a Ucraïna, evitar acudir a manifestacions i mítings, i que els residents al país eslau es registressin a la pàgina web de l'ambaixada alemanya.[175]
- Finlàndia: el 3 de maig, el ministre d'Afers exteriors finlandès, Erkki Tuomioja, va dir que la situació a Ucraïna «és ingovernable» i les noves sancions contra Rússia «no arreglaran la situació». També en referir a la massacre d'Odessa va dir que a Ucraïna «hi ha forces que no obeeixen ni a Moscou ni a Kíiv» i que espera que, malgrat la situació en aquesta ciutat, Rússia s'abstingui d'«emprendre qualsevol acció militar a Ucraïna i tracti de resoldre la situació pacíficament».[176]

## Acusacions de la presència de l'exèrcit rus a la frontera ucraïnesa
L'OTAN va mostrar el 10 d'abril vint imatges de satèl·lit de bases amb tropes de l'Exèrcit Rus acampant a la rodalia de la frontera amb Ucraïna, calculant que hi ha entre 35.000 i 40.000 soldats amb tancs i avions de combat «llests» per actuar i que podrien avançar en l'est d'Ucraïna «en hores». «És inusual una concentració militar tan gran i tan ràpida en aquesta zona», va assegurar el director del Centre de Gestió de Crisi i Operacions Gary Deakin. Les fotografies van ser preses suposadament els dies 26 i 27 de març i 2 d'abril i l'organització va assegurar que hi ha «més de cent bases temporals». Algunes de les imatges van ser capturades prop de les ciutats de Kuzminka, Belgorod i Buturlinovka, entre altres de l'óblast de Rostov.
Per la seva banda, l'Estat Major General de Rússia va declarar «que les fotos preses per satèl·lits de l'OTAN de tropes russes suposadament desplegades prop de la frontera ucraïnesa van ser obtingudes en realitat per l'Aliança Atlàntica l'agost del 2013», quan es realitzaven exercicis militars. A més, la cancelleria russa va declarar en reiterades ocasions que Rússia no duu a terme a la frontera ucraïnesa cap activitat militar «inusual o imprevista».